# L'arte di correre
L'arte di correre (走ることについて語るときに僕の語ること?, Hashiru koto ni tsuite kataru toki ni boku no kataru koto) è un libro autobiografico di Haruki Murakami, scritto tra l'estate 2005 e l'autunno 2006, nel quale l'autore racconta le proprie esperienze nella corsa su lunghe distanze, in particolare nella maratona, inserendole nella sua storia personale e di artista. Murakami ha intrapreso l'attività podistica nel 1982 e da allora ha corso circa venti maratone, qualche ultramaratona e ha partecipato a gare di Triathlon.
Il titolo dell'edizione inglese, What I Talk About When I Talk About Running si ispira alla raccolta di racconti di Raymond Carver intitolata What We Talk About When We Talk About Love.

## La corsa e la scrittura
Murakami descrive il rapporto tra corsa e scrittura non tanto in termini di ispirazione diretta quanto di complementarità. Da un lato la corsa compensa la vita prettamente sedentaria dello scrittore, dall'altro ne condivide e rafforza alcuni elementi o valori personali, quali la disciplina, la regolarità e, in certa misura, l'isolamento dagli altri.
Il correre appare quindi sia come una pratica salutistica, che controbilancia la inattività dello scrittore, sia come una disciplina mentale che rafforza il carattere e la determinazione necessari alla scrittura.
La corsa inoltre, per il suo carattere di disciplina sportiva praticabile in solitudine ma in luoghi pubblici, appare particolarmente adatta a quella solitudine tra la folla propria dello scrittore.

Da un punto di vista psicologico, per Murakami il correre e lo scrivere condividono la capacità di mantenere a lungo un ritmo costante, la forza di superare i momenti di difficoltà e l'abilità di finalizzare i chilometri percorsi ogni giorno, così come le righe scritte, a un progetto a lungo termine.

In entrambe queste attività il segreto, sostiene Murakami, è la capacità di mantenere costante la motivazione intrinseca, una spinta interiore non legata ai risultati ottenuti ma al senso di soddisfazione per il lavoro fatto.

## La corsa come esperienza
Murakami descrive il proprio rapporto con la corsa tracciando un resoconto cronologico delle diverse fasi attraversate e delle diverse esperienze fatte.
In particolare il passaggio dalla maratona alla ultramaratona e quindi al triathlon sembra rispecchiare un percorso che, in ultima analisi, riporta l'autore a correre la maratona con rinnovate motivazioni.

## Murakami atleta
Benché il libro non sia un trattato sulla corsa, in esso compaiono approfondite descrizioni della corsa sulle lunghe distanze e delle emozioni ad essa correlate. Murakami descrive i suoi allenamenti e alcune gare effettuate, secondo una tecnica raffigurativa e introspettiva tipica della sua opera di romanziere.

La prima gara corsa da Murakami è stata nel 1983, sulla distanza dei 5 kilometri. A questa sono seguite gare su distanze più lunghe sino alla maratona.

Da un punto di vista tecnico, gli allenamenti di Murakami sembrano consistere in sedute di corsa su distanze medie ad andatura costante; non sono citati allenamenti di velocità, in salita o di perfezionamento della tecnica di corsa.
Nel luglio 2005, per esempio, riporta di aver corso (in preparazione della Maratona di New York del 2005) ogni giorno per un totale di 186 miglia (297,6 km), una media di 6 miglia (9,6 km) al giorno. Nell'agosto 2005 riporta di aver corso 217 miglia (347,2 km) Non viene menzionata la velocità tenuta.
Da un punto di vista prestazionale, Murakami afferma che sino alla parte finale dei quarant'anni era in grado di correre la maratona intorno alle 3 ore e 30 minuti, ma che dopo i cinquant'anni i suoi tempi sono superiori alle 4 ore.

Nell'archivio pubblico on line della Maratona di New York viene confermato questo trend: risulta che Murakami ha corso tale gara 4 volte: nel 1991 (a 42 anni) in 3:31:26, nel 1998 in 3:39:32, nel 2000 in 4:03:04 e nel 2005 (a 56 anni) in 4:10:17.
Dall'archivio pubblico on line della Maratona di Boston risulta che Murakami ha corso tale gara nel 1992 in 3:38:10, nel 1994 in 3:39:42, nel 1995 in 3:48:30, nel 1997 in 3:44:09, nel 2003 in 4:00:11 e nel 2006 in 4:15:13.

## Corsa e musica
La musica è una componente costante negli allenamenti di Murakami, così come nei suoi romanzi. Lo scrittore non usa lettori mp3 bensì un lettore di MiniDisc, un'evoluzione del walkman.
Tra i musicisti citati:
Lovin’ Spoonful, Red Hot Chili Peppers, Gorillaz, Beck, Creedence Clearwater Revival, Beach Boys, Carla Thomas, Otis Redding, The Rolling Stones, Eric Clapton.

## Edizioni
- Haruki Murakami, L'arte di correre, traduzione di Antonietta Pastore, Frontiere Einaudi, Einaudi, 2009,  p. 157, ISBN 978-88-06-19951-7.
- Haruki Murakami, L'arte di correre, collana Numeri Primi, traduzione di Antonietta Pastore, Einaudi, 2011,  p. 157, ISBN 9788866213109.
- Haruki Murakami, L'arte di correre, traduzione di Antonietta Pastore, collana Super ET, Einaudi, 2013, pp. 146, ISBN 9788806216665

### Curiosità
Il Presidente del Consiglio dei Ministri della Repubblica Italiana Matteo Renzi ha portato questo libro in aula durante le discussioni per la fiducia.